# هوت أول (أوكلاهوما)
هوت أول (بالإنجليزية: Hoot Owl, Oklahoma)‏ هي بلدة أمريكية تقع في الولايات المتحدة في مقاطعة مايز، أوكلاهوما. يقدر عدد سكانها بـ 4 نسمة ومساحتها 0.2 كم2 وترتفع عن سطح البحر 216 متر.